# Omphalotus olearius
Omphalotus olearius är en svampart som först beskrevs av Augustin Pyrame de Candolle, och fick sitt nu gällande namn av Rolf Singer 1946. Omphalotus olearius ingår i släktet Omphalotus och familjen Marasmiaceae.   Inga underarter finns listade i Catalogue of Life.

## Källor

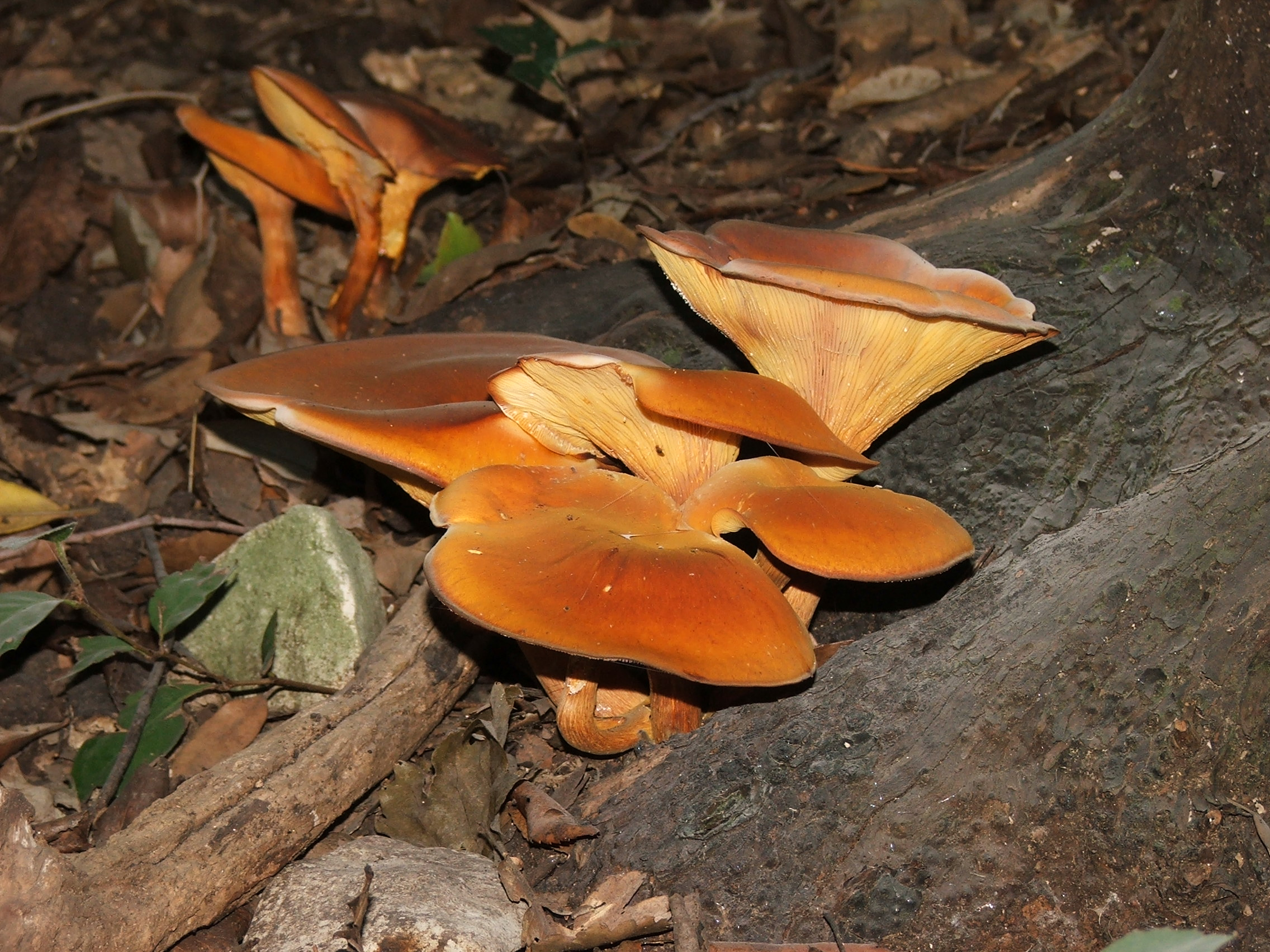
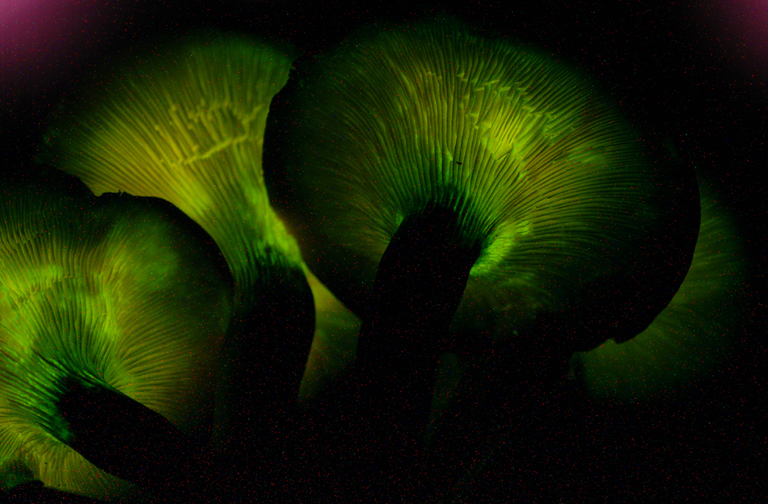
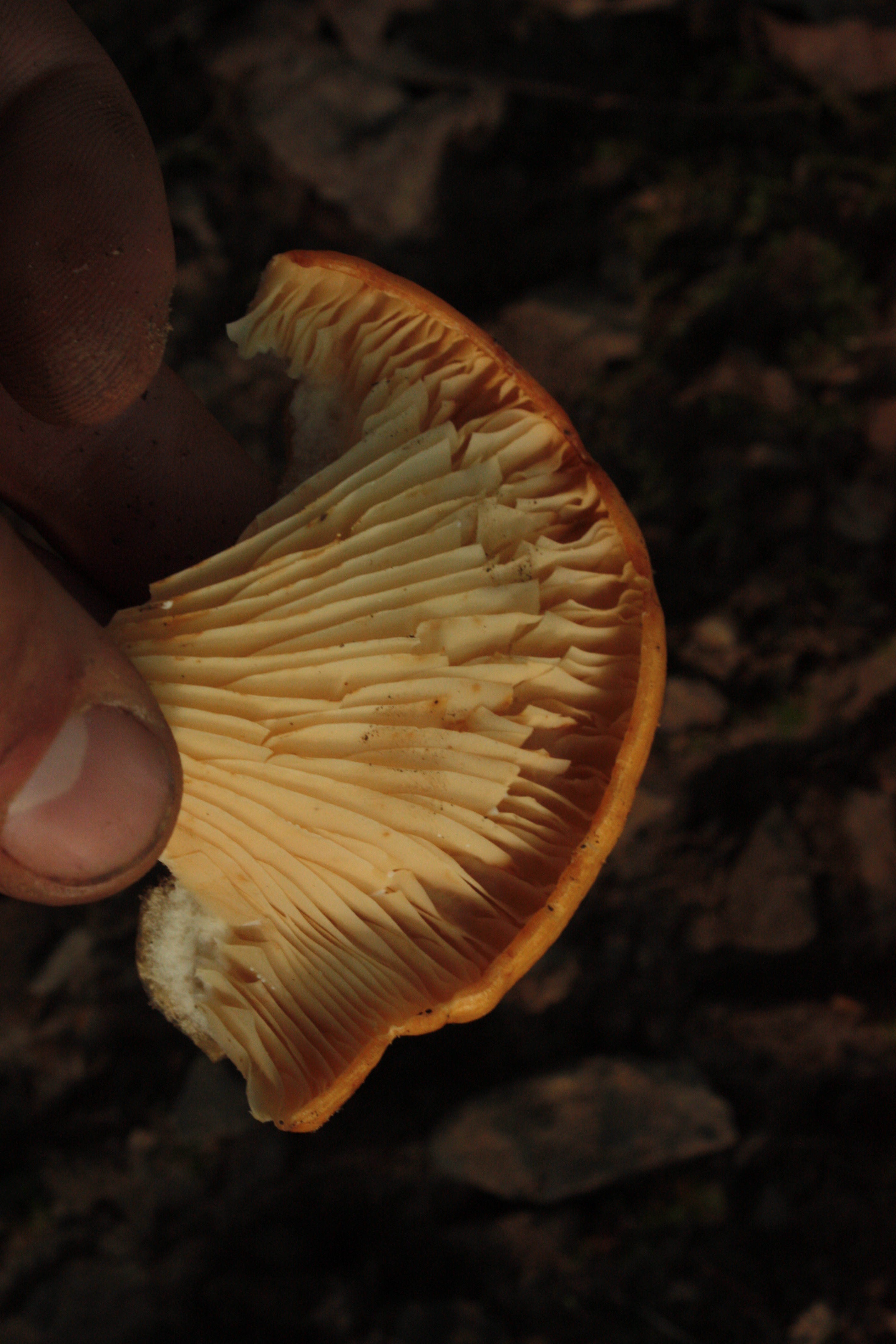
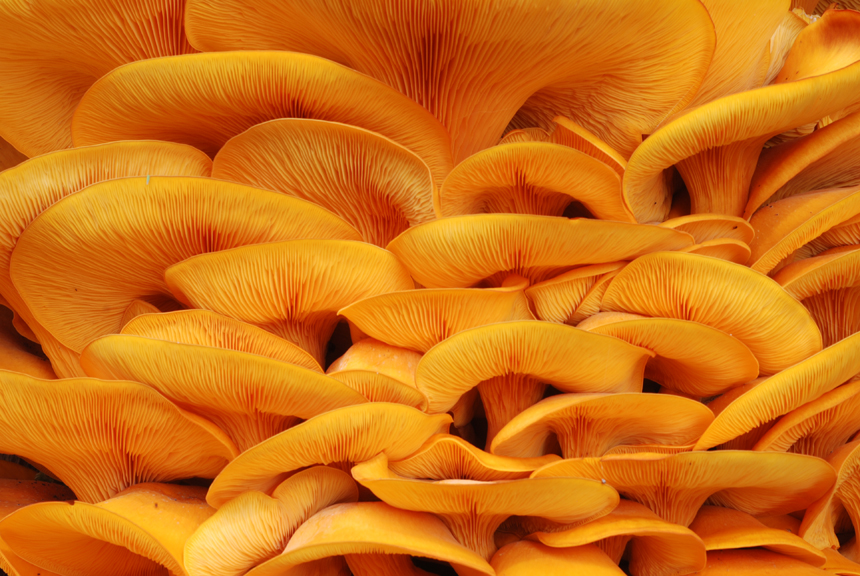
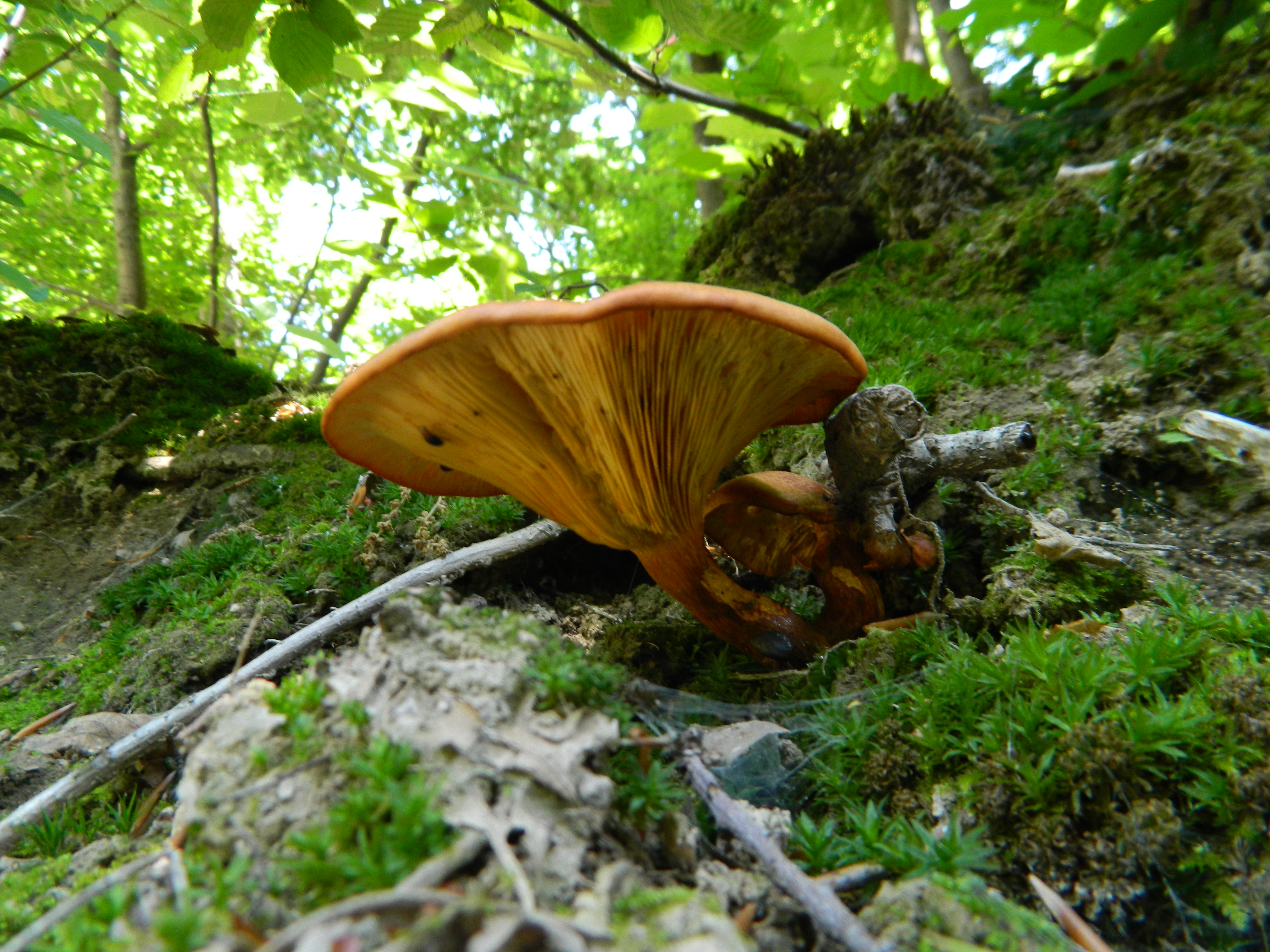
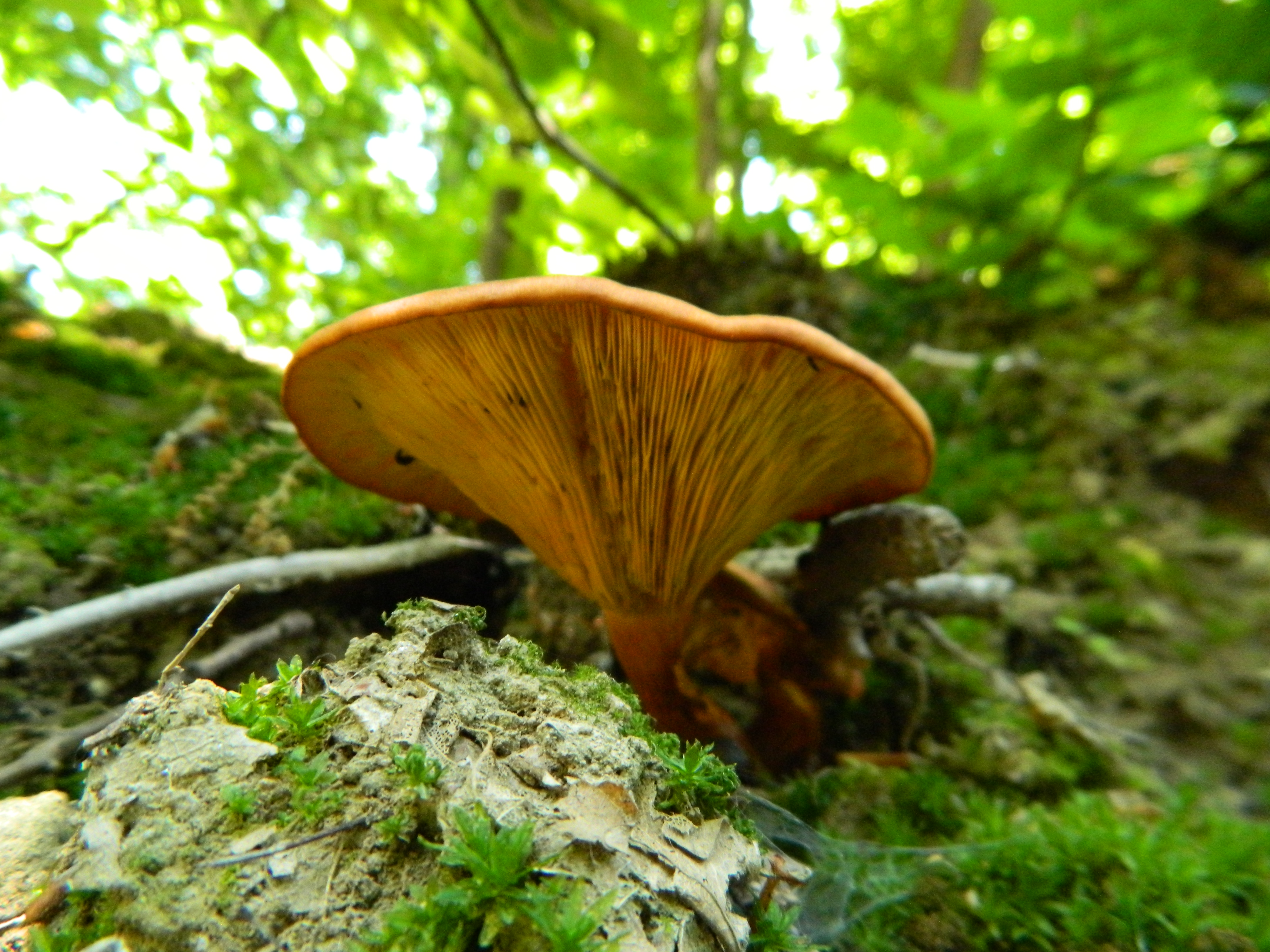
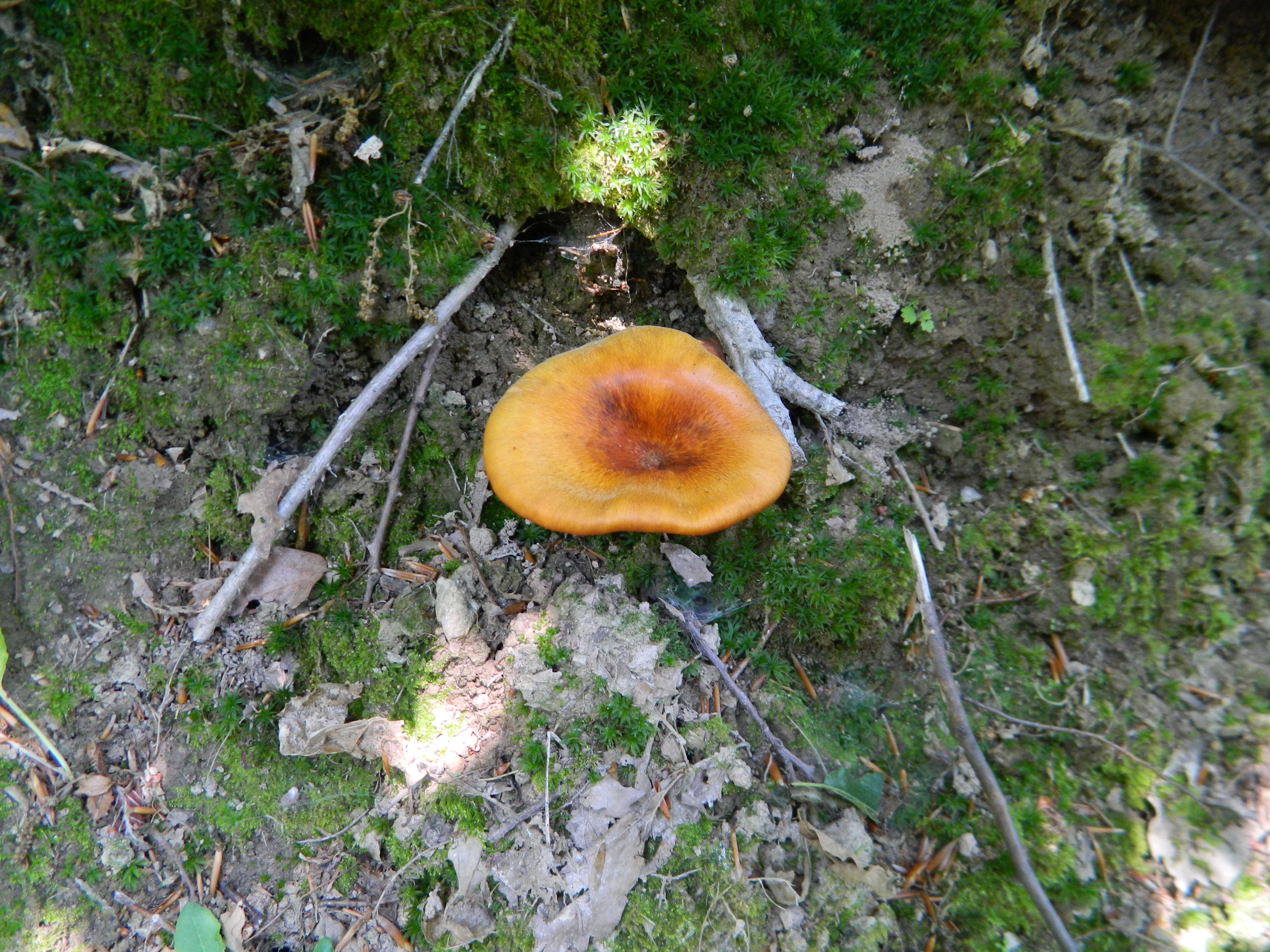
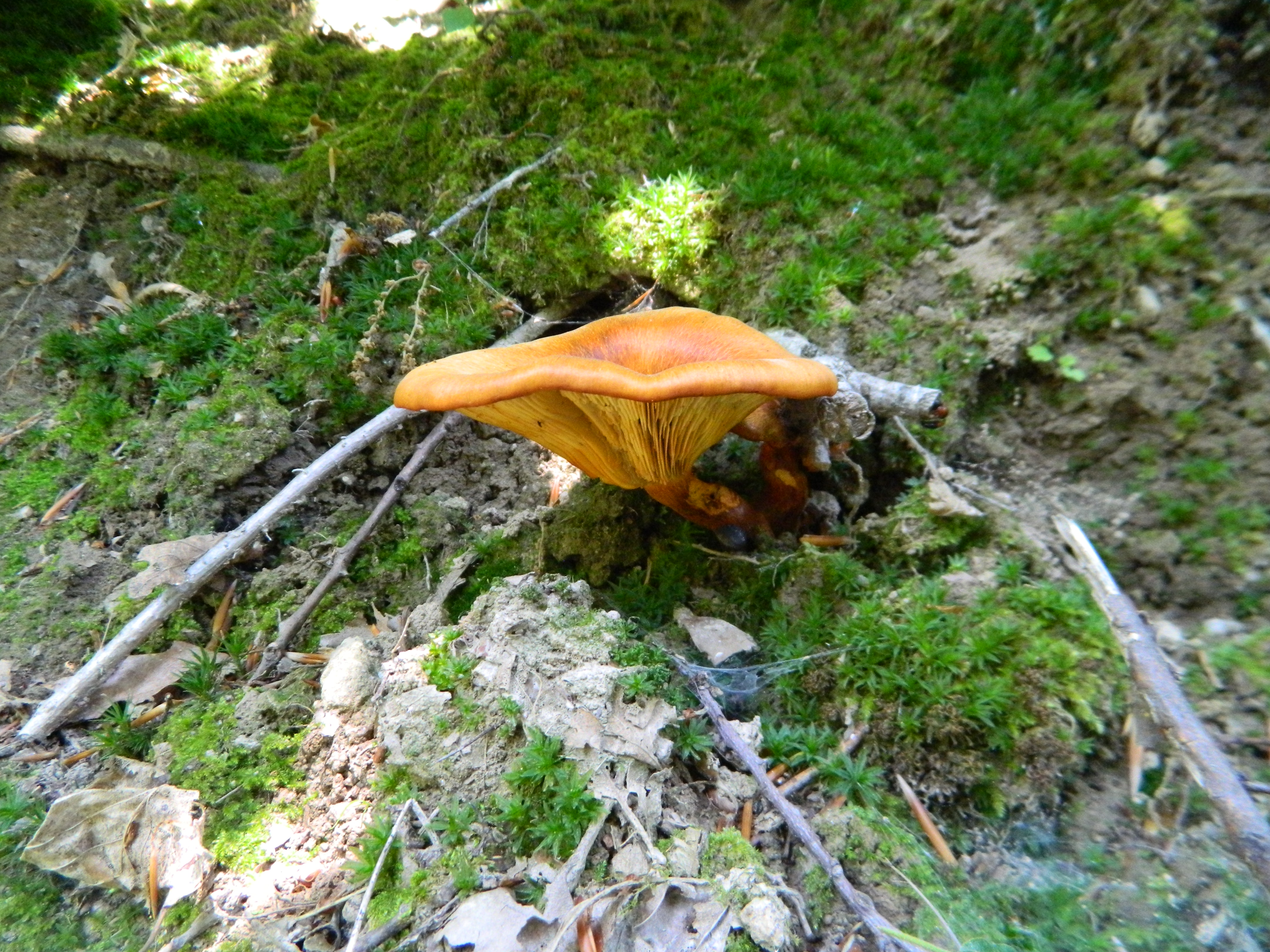
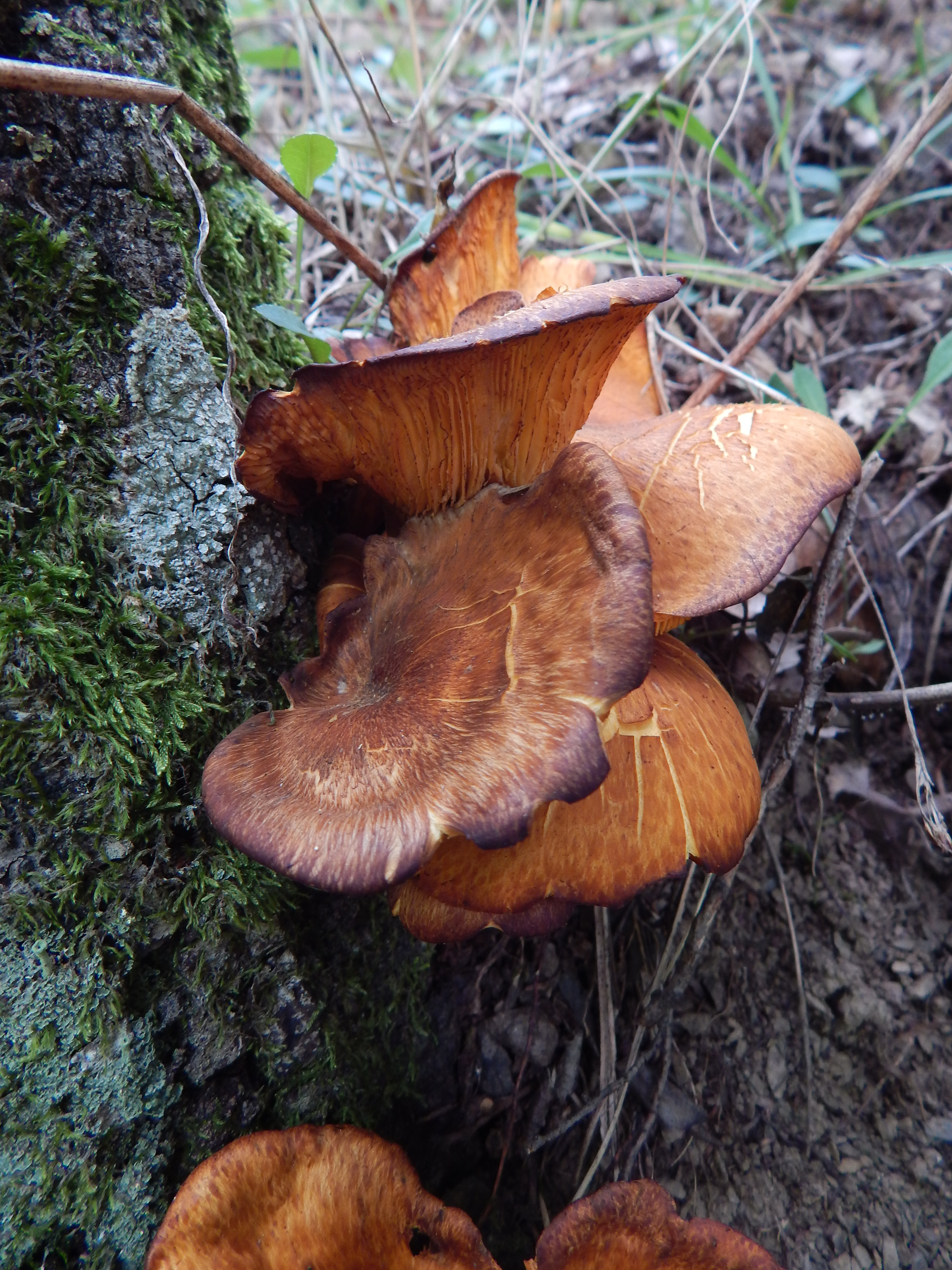